# Vach
Il Vach (in russo Вах?) è un fiume della Russia siberiana, affluente di destra dell'Ob'. Scorre nel bassopiano della Siberia occidentale, all'interno del Nižnevartovskij rajon del Circondario autonomo degli Chanty-Mansi-Jugra.

## Descrizione
Il fiume, che ha origine dalle paludi Verchne-Symskoj (Верхне-Сымской болота) dell'altopiano Vach-Ket' (Вах-Кетская) a un'altitudine di 170 m, scorre nella parte orientale dell'okrug in una taiga paludosa. Lungo il corso vi sono molti laghi ricchi di torba; si contano ben 36.000 laghi nel suo bacino. Il fiume scorre mediamente in direzione occidentale in un corso molto tortuoso e incontra l'Ob', a 1 730 km dalla sua foce, 10 km a monte dalla città di Nižnevartovsk.
La lunghezza del Vach è di 964 km. L'area del suo bacino è di 76 700 km². La portata media annua del fiume, a 253 km dalla foce, nei pressi dell'insediamento di Lobčinskoe (Лобчинское), è di 535,98 m³/s.
Il Vach ha ben 405 affluenti che hanno una lunghezza oltre i 10 km. I principali sono: Kulynigol, Sabun, Kolek"ëgan e Kys"ëgan da destra; Mëgtyg"ëgan da sinistra. Il bacino del fiume è asimmetrico, con una predominanza significativa della riva destra. La parte superiore è praticamente non sviluppata e inaccessibile e nelle foreste sono molto diffusi gli animali da pelliccia. Il fiume è gelato da ottobre-novembre fino a maggio.

## Economia e infrastrutture
Vi sono spedizioni regolari fino al villaggio di Korliki (Корлики), a 669 km dalla foce, e traffico passeggeri ad alta velocità dalla foce a Ochteur'e (Охтеурье), a 316 km dalla foce.
Grandi giacimenti petroliferi sono stati scoperti e sono gestiti nel bacino del Vach. Le aree occupate dalle compagnie petrolifere occupano il 55% della valle nella parte media e bassa. La creazione di infrastrutture è stata accompagnata da ampi tratti di deforestazione e forte inquinamento. Presso il lago Samotlor, nel basso corso, a nord-est di Nižnevartovsk, si trova uno dei dieci campi petroliferi più grandi al mondo: il campo petrolifero russo di Samotlor.
Nel 2014, è stato inaugurato il ponte stradale sul fiume Vach, che collega Nižnevartovsk e Streževoj ed è parte dell'«autostrada latitudinale settentrionale» (Perm' - Serov - Chanty-Mansijsk - Surgut - Nižnevartovsk - Tomsk).